# Данвил (Калифорнија)
Данвил (енгл. Danville) град је у америчкој савезној држави Калифорнија. По попису становништва из 2010. у њему је живело 42.039 становника.

## Демографија
Према попису становништва из 2010. у граду је живело 42.039 становника, што је 324 (0,8%) становника више него 2000. године.
| Група             | 2000.          | 2010.          |
| Белци             | 34.618 (83,0%) | 32.834 (78,1%) |
| Афроамериканци    | 382 (0,9%)     | 372 (0,9%)     |
| Азијати           | 3.756 (9,0%)   | 4.417 (10,5%)  |
| Хиспаноамериканци | 1.945 (4,7%)   | 2.879 (6,8%)   |
| Укупно            | 41.715         | 42.039         |